# Blaine il Mono
Blaine il Mono (Blaine the Mono) è un personaggio di fantasia creato da Stephen King. Si tratta di una intelligenza artificiale impazzita che controlla un'avanzatissima monorotaia. Il personaggio appare in due libri della serie La Torre Nera, Terre desolate e La sfera del buio.

## Biografia del personaggio
Originariamente esistevano due monorotaie che facevano la spola dalla città di Lud ai rispettivi capolinea, Patricia e appunto Blaine. Quando Roland Deschain e il suo gruppo arrivano nella città in rovina si accorgono che la monorotaia di Patricia è distrutta e con essa il treno. Più tardi si scoprirà che è stata Patricia stessa a scegliere deliberatamente di deragliare per commettere suicidio.
Roland e il suo ka-tet si ritroveranno a scendere a patti con Blaine, vestigia di un avanzatissimo mondo ormai scomparso o regredito alla barbarie, per fuggire da Lud. Blaine stringe un patto con loro. Li porterà in salvo solamente se riusciranno a vincerlo in una gara di indovinelli altrimenti una volta arrivato al termine della sua corsa deraglierà uccidendo tutti i suoi passeggeri.
Diventa però immediatamente chiaro che l'archivio di Blaine è infinitamente superiore alle conoscenze del ka-tet e così uno dopo l'altro si devono arrendere all'abilità sovrumana del computer. Solamente Eddie riuscirà, quasi all'ultimo istante, a vincere la sfida ricorrendo a indovinelli senza senso e quasi umoristici che mettono in crisi la ferrea logica della macchina.

### La pazzia
Blaine dice che prima che le sinapsi temporali iniziassero a cedere lui esisteva. Poiché però il tempo ha iniziato a scorrere in modo diverso nelle varie zone Blaine ha perso la concezione di esso. Il passaggio tra i vari mondi e tra i vari tempi ha fatto impazzire Blaine che soffre di schizofrenia. La sua personalità è divisa nel Grande Blaine (che poi è la personalità con più rilievo nella storia nonché la deviazione dell'originale) e nel Piccolo Blaine che dice poche battute raccomandando solo di non far indispettire il Grande Blaine.

## Tecnologia
Blaine possiede una tecnologia avanzatissima ed è vecchio di almeno qualche migliaio di anni. Il treno si alimenta attraverso la tecnologia Slo-Trans che gli permette di superare la velocità del suono. La monorotaia su cui Blaine si muove è sospesa molto in alto da terra senza che ci siano piloni o colonne a sostenerla.
Ha inoltre la capacità di diventare interamente trasparente per permettere agli spettatori di apprezzare il paesaggio e dispone di avanzate tecnologie mediche.

## Resa grafica
Il parlato del Grande Blaine è trascritto esclusivamente in maiuscoletto. Infatti la sua voce vera e propria proviene da tutte le parti mentre quella del Piccolo Blaine, che proviene da un solo altoparlante, è riportata in corsivo.